# Cacatoès rosalbin
Eolophus roseicapilla, Eolophus
Genre
Espèce
Synonymes
- Eolophus roseicapillus

Répartition géographique
Statut de conservation UICN

 LC  : Préoccupation mineure
Statut CITES
Le Cacatoès rosalbin (Eolophus roseicapilla) est une espèce d'oiseaux de la famille des Cacatuidae. C'est l'un des cacatoès les plus communs en Australie. C'est la seule espèce du genre Eolophus.

## Description

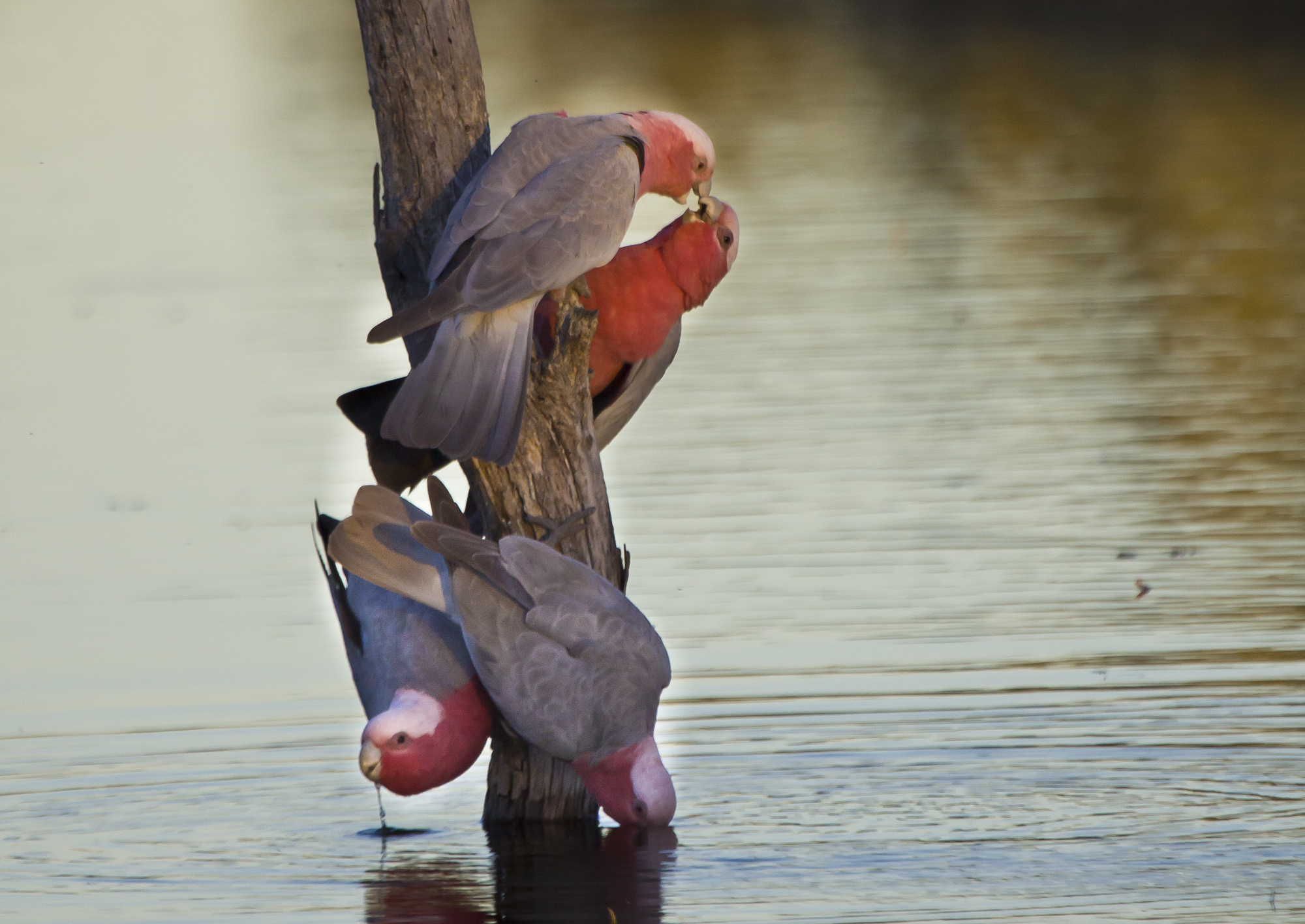
Des cacatoès rosalbins se détendent. Juillet 2011.

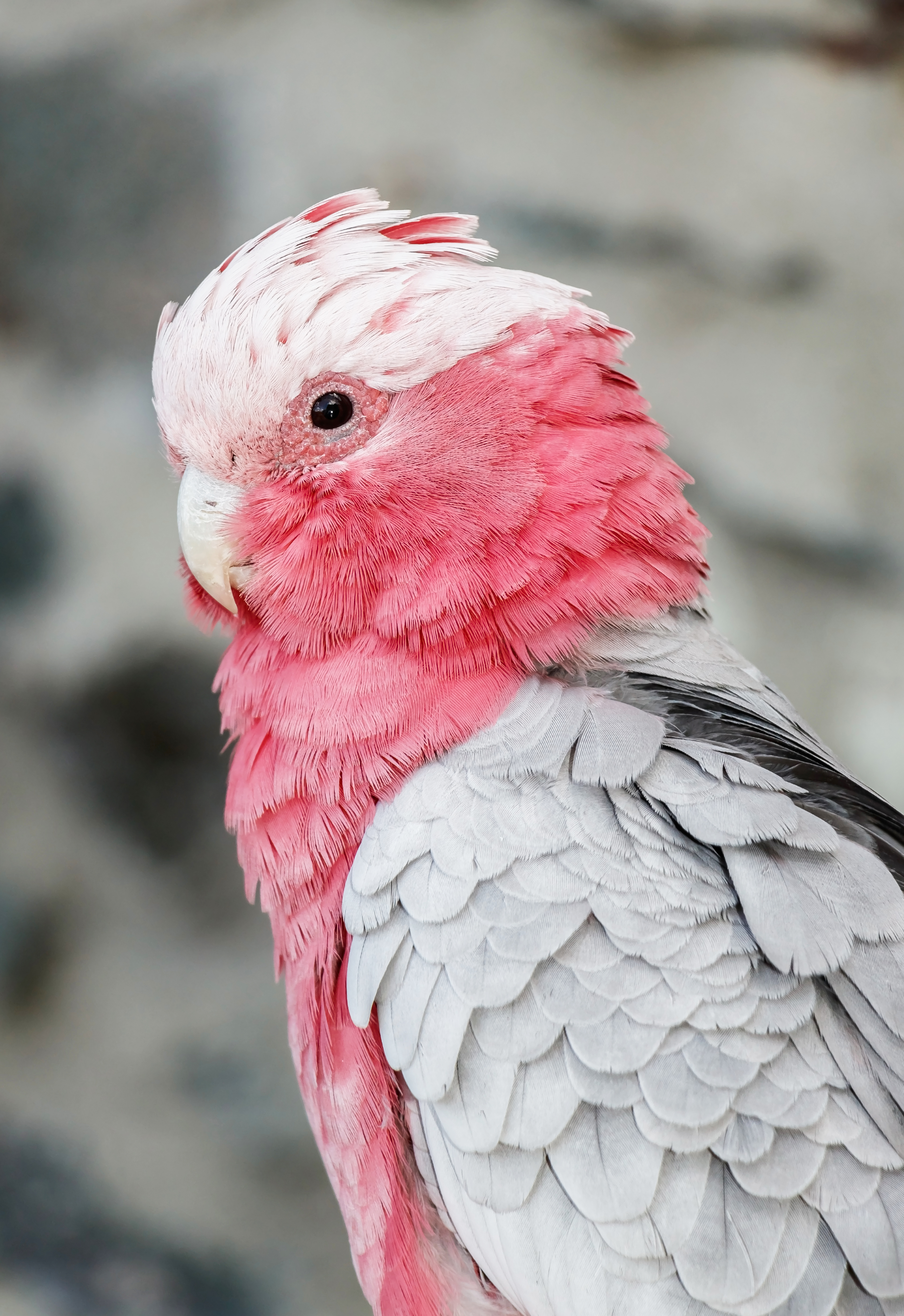
Un cacatoès rosalbin de profil. Septembre 2021.

Il mesure 35 à 36 cm de long pour un poids de 300 à 400 g. Il a un dos et des ailes d'un gris pâle ou moyen, une face et une poitrine rose et une huppe d'un blanc rosé. Le bec est clair et les pattes gris rosé. Les sexes sont semblables et ne diffèrent que par la couleur de l'iris : marron ou rougeâtre chez la femelle et noir ou brun foncé chez le mâle.
Les immatures sont semblables aux adultes mais présentent des iris brun clair.
Le Rosalbin a une durée de vie de plus de 60 ans en captivité tandis qu'en liberté il ne dépasse généralement pas les 20 ans. Il est granivore et frugivore. Ils forment généralement des groupes de 30 à 100 individus, cependant ils peuvent arriver à former des vols de plus de 1000 oiseaux souvent mélangés avec d'autres espèces de cacatoès (cacatoès à œil nu, cacatoès à huppe jaune, cacatoès Leadbeater) surtout pendant leur nourrissage. ils se déplacent en groupes plus petits dans des zones arborées à la fin du jour pour dormir.

## Habitat
Il occupe toutes les parties non boisées du continent australien. Il évite les zones extrêmement désertiques et les forêts très denses. Il a été en outre introduit dans la région de Tasmanie. Il habite dans les forêts, dans les zones semi arides, des pâturages, des zones habitées par l'Homme comme les parcs et les jardins, des zones arborées, des exploitations agricoles pour le bétail et des terres de cultures.
Ce sont des oiseaux sédentaires qui se déplacent rarement à plus de 10 km de la zone de nidification et il n'est pas commun de les observer à des hauteurs supérieures à 1250 mètres d'altitude.

## Sous-espèces

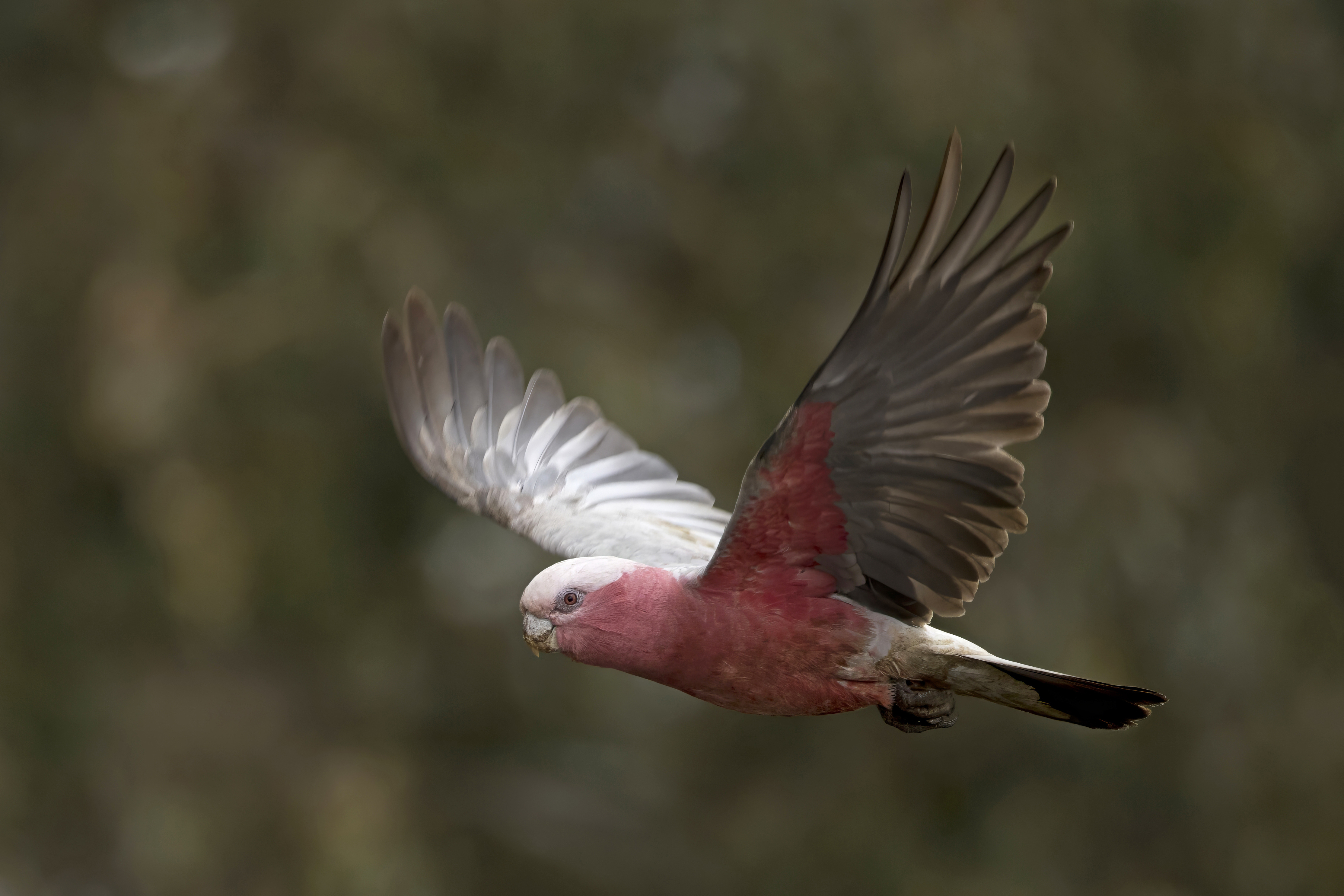
Cacatoès rosalbin, ici Eolophus roseicapilla albiceps, femelle, en vol au dessus du Mount Pleasant, en Australie-Méridionale. Novembre 2023.

D'après la classification de référence (version 5.2, 2015) du Congrès ornithologique international, cette espèce est constituée des trois sous-espèces suivantes (ordre phylogénique) :
- Eolophus roseicapilla albiceps Schodde, 1989 aux cercles oculaires blanchâtres peuplant la Tasmanie ;
- Eolophus roseicapilla kuhli (Mathews, 1912) aux cercles oculaires gris rougeâtre ;
- Eolophus roseicapilla roseicapilla (Vieillot, 1817) aux cercles oculaires rosés.

## Reproduction
Le Rosalbin atteint sa maturité sexuelle vers 2 / 3 ans.
Occasionnellement on les voit faire le nid dans des cavités rocheuses, des falaises et des trous dans les parois artificielle de béton mais ils préfèrent cependant les grandes eucalyptus à hauteur variable  de 3 à 20 mètres.
La femelle pond 3 ou 4 œufs, parfois 5 ou 6. L'incubation dure 23 à 30 jours, les deux parents couvent à tour de rôle et apportent leur assistance aux oisillons. Les jeunes demeurent au nid environ sept à huit semaines mais ils retournent le soir avant d'être complètement indépendants. Les parents alimentent leur progéniture toutes les 3 heures.

## Animal de compagnie
Cet oiseau, très connu pour sa beauté et son caractère doux, est un excellent animal de compagnie. Il ne supporte pas la solitude, c'est un oiseau résistant qui s'adapte bien à différentes atmosphères en captivité et ne présente pas de comportement agressif. Il passe une grande partie de son temps au sol pendant son nourrissage et c'est également au sol qu'ont lieu les principales interactions sociales. Il lui faut une grande cage et beaucoup d'objets à décortiquer (branches fraîches) car, comme tous les cacatoès, il aime bien tout grignoter. Diverses mutations sont connues : cinnamon, bleue, ivoire, rose aux yeux noirs, argentée, crème panaché et blanche aux yeux noirs.
Il est prédisposé à l'obésité quand il est maintenu dans des installations de taille réduite ou développe des troubles de la reproduction.

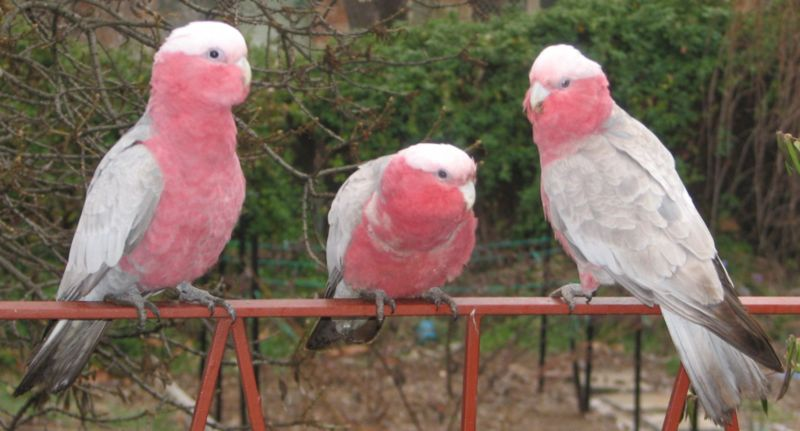
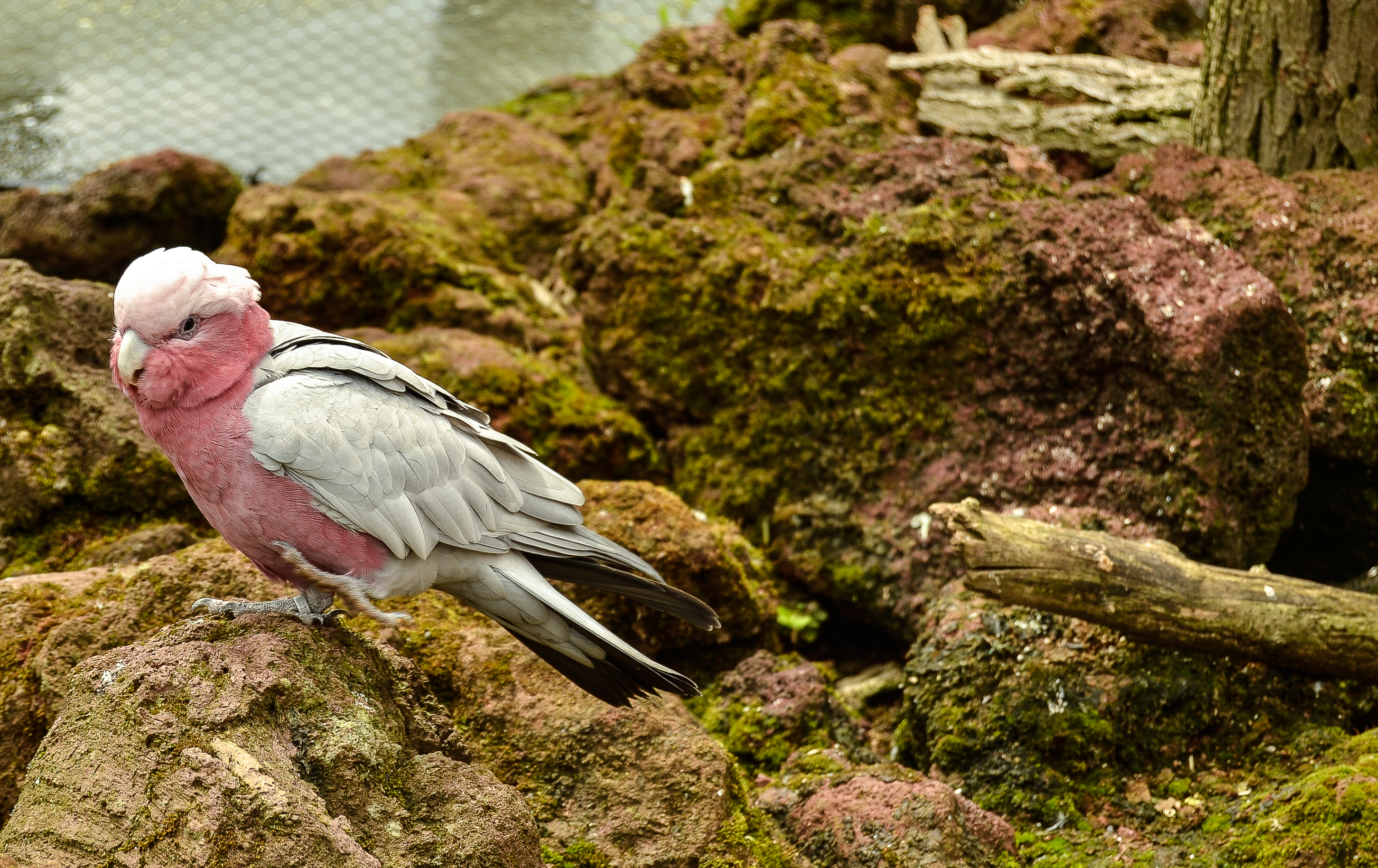
Un individu au parc Pairi Daiza (Belgique).
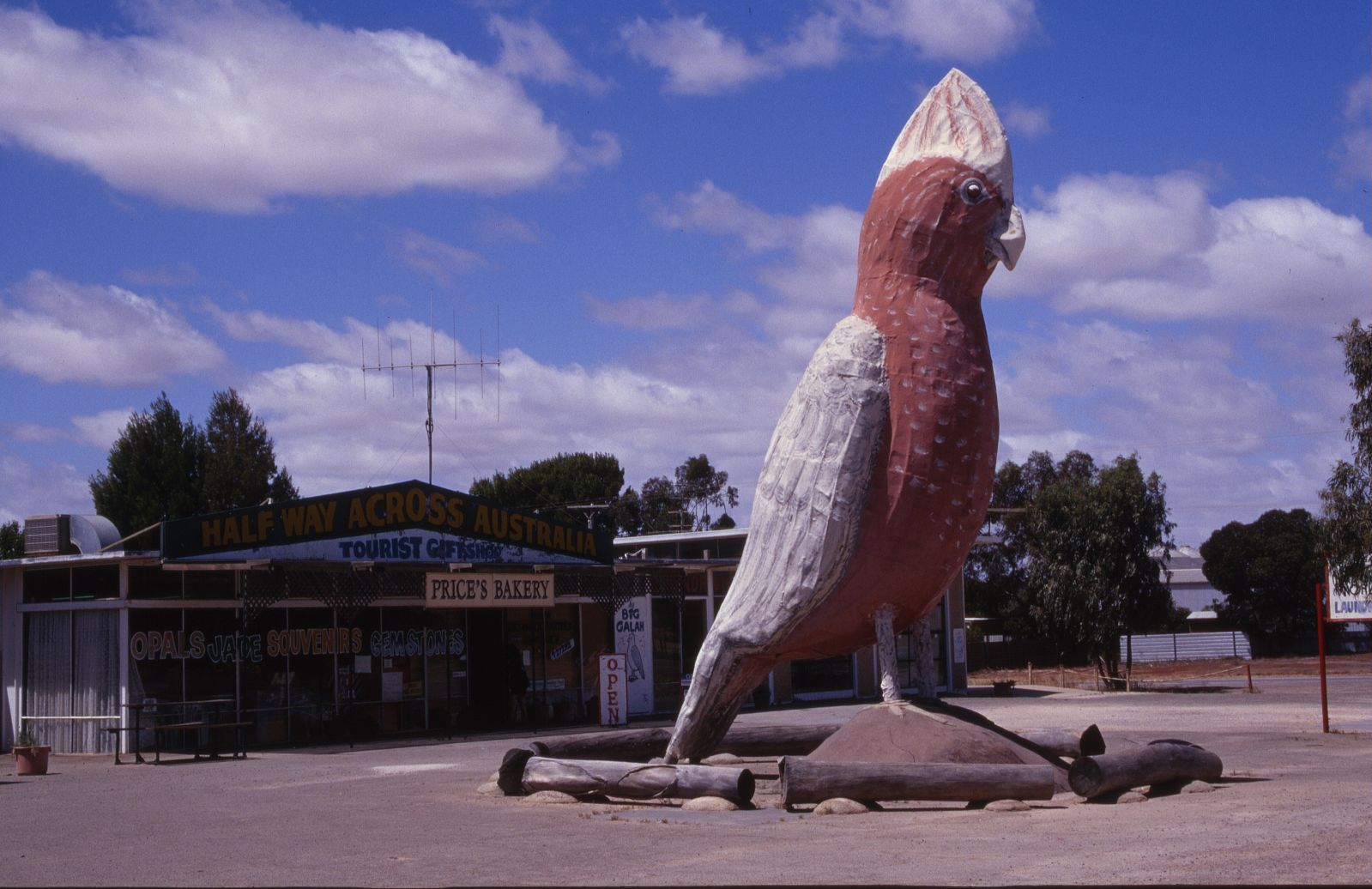
Sculpture, le galah de Kimba (en).

## Alimentation

### En milieu naturel
Le Rosalbin se nourrit d'une alimentation variée en liberté, il se nourrit de semences, céréales (spécialement avoine, blé, orge), fruits, baies, racines, tiges, insectes et larves qui varient suivant les saisons. Il se nourrit en groupe et au sol tôt le matin et dans la soirée.

### En captivité
Le Rosalbin se nourrit d'un mélange de graines composé de fruits secs,  céréales, il se nourrit également de beaucoup de fruits et de légumes frais. Pas de graines de tournesol car trop grasses, occasionnellement un fruit à coque (noix, pistache) car cette espèce est fragile du foie. 
En période de reproduction l'éleveur peut fournir une pâtée d'élevage à base d'insectes pour aider au nourrissage de la progéniture.